# ترحلوا
ترحلوا نوعی حلوا است که در آن به جای آرد گندم از آرد برنج استفاده می‌شود. ترحلوا معمولاً با شکر، گلاب، زعفران و آرد برنج و هل سابیده تهیه شده و در پایان ممکن است با دارچین تزیین شود. ترحلوای شیرازی یکی از شیرینی‌های سنتی شیراز است که در ماه رمضان تهیه و توزیع می‌گردد. ترحلوا با مقدار کم قند و روغن تهیه شده واز موادی همچون شیر، نشاسته و زعفران تهیه می‌شود.
این حلوا به‌طور معمول در دو رنگ سفید و زرد (زعفرانی) پخته می‌شود و تفاوت این حلوا با بقیه حلواها در استفاده از نشاسته است که سبب می‌شود به صورت قالبی درآمده و راحت برش بخورد. پخت این حلوا از بعد از افطار تا نیمه‌های شب، گاه تا نزدیکی‌های صبح ادامه دارد.
طی یک رسم قدیمی در شهرکرد در روز عید فطر بین مردم یک شیرینی با نام «ترحلوا» پخش می‌کنند.
ترحلوای هویج نیز یکی از انواع ترحلوا است. این نوع ترحلوا یکی از خوراک‌های سنتی استان همدان است.

## طرز تهیه

### مواد لازم
- شیر
- آرد برنج
- نشاسته گندم
- شکر
- زعفران
- گلاب
- آب

شیر و آرد برنج با هم مخلوط می‌شود. نشاسته گندم و آب نیز با هم ترکیب می‌شوند. این مواد درون قابلمه ریخته شده و روی حرارت ملایم قرار می‌گیرد. باید مرتب هم خورده شود تا سفت شود. بعد از این شکر و گلاب اضافه می‌شود و در صورت تمایل به زعفرانی بودن، کمی زعفران غلیظ نیز افزوده می‌شود. حلوای سفت شده را درون ظرف ریخته و برای چند ساعت در یخچال قرار می‌دهند. در نهایت بعد از سفت شدن برش زده و سرو می‌کنند.